# Rio Maroni
O rio Maroni é um rio do Suriname e que define a fronteira Guiana Francesa-Suriname. A margem direita faz parte da Guiana Francesa, com 520 km de comprimento, desagua no oceano Atlântico. Apresenta alto nível de mercúrio devido à extração selvagem dos garimpos.
O Maroni atravessa a ecorregião das florestas úmidas da Guiana. Origina-se nas montanhas de Tumuk Humak e forma a fronteira entre a Guiana Francesa e o Suriname. Em seu curso superior, também é conhecido como Rio Lawa, e perto de sua fonte é conhecido como Rio Litani. O comprimento total de Litani, Lawa e Maroni é de 612 km.
Existem duas reservas naturais localizadas na região do estuário, na margem surinamesa do rio, perto da aldeia dos Galibi.